# Manual dos Inquisidores
O Manual dos Inquisidores é um romance publicado em 1996, escrito pelo português António Lobo Antunes.
Foi escrito a partir de uma história contada pelo irmão do escritor, João Lobo Antunes.

## Enredo
Neste livro António Lobo Antunes fala sobre os tempos de infância da personagem (João) e do seu pai (ministro). No relato ele fala na voz de João e no comentário nas personagens que aparecem no comentário, como a sua mulher Sofia, a criada, a governanta Tininha etc.

No primeiro relato ele fala do seu passado pois está prestes a divorciar-se, então está a relembrar-se de tudo o que passou, desde o pai ser atrevido e muito rígido até a sua sogra sempre preocupada com o dinheiro e se tinha dinheiro para manter o nível de vida de Sofia.
Depois fala do pai, e de ele pensar que os criados eram todos comunistas e expulsa todos de lá de casa, porque seu pai era amigo do Prof. Oliveira Salazar. Fala também de seu pai já velho na clínica de Alvalade onde todos os dias são iguais e acontece sempre o mesmo, velhos mudos e babões. Noutro relato dentro do mesmo ele fala que vieram 2 homens que lhe tiraram a quinta que eles tinham em Palmela mas não sabe porquê.

No comentário Sofia diz que lhe ficou com a quinta devido às suas ilegalidades a gerir a empresa de sua família, e diz também que ia transformar a quinta num aldeamento de luxo, e que o pai de João, o ministro, tinha morrido.

No segundo relato Luís era veterinário e foi chamado para ir ver uma bezerra nascer e deu por si a pensar no seu presente de natal que queria que fosse ficar viúvo, pois metia-se à frente do liceu a ver as miúdas de soquetes. Depois a governanta Tininha lembra-se de quando o Prof. Caetano vai a casa do ministro (pai do João) para receber uma pasta mas não aceita porque não queria ser ministro dos negócios estrangeiros nem das finanças, lembra-se também que ela é que tinha de fazer tudo, ouvi-lo, arrumar e que criou o seu filho João que fora para Cascais e nunca mais o visitaram. 
O ministro lembra-se da traição da mulher, e dos nomes que ainda lhe chamavam “cornudo” e escreviam no muro.

Alice relembra os 26 anos em Angola, no mato, as dificuldades, a falta de tudo, as características dos pretos, lentos e a coçar a barriga junto ao rio.

Quando seu marido morreu ela decidiu voltar para Portugal onde foi viver com a sua prima Alda mas acabou por ir viver mais tarde com Paula a filha ilegítima do ministro. Paula estava farta de viver numa casa medíocre e foi pedir ajuda ao pai e viu-se espantada com a degradação do pai.

Depois fala-se na voz de Romeu que é colega, é a de Paula que a descreve, diz que ela é feia, usa óculos, era solteira e que para ela todos os dias eram iguais até o Natal. Paula teve um filho 3 meses depois de o pai dela morrer e como figura tão importante do regime salazarista não foi comentado nem na TV, nem rádio, nem nada.

Milá que era amante do ministro vivia numa casa de luxo e recebia prendas dele, sua mãe antes de saber que ele era ministro pensava que era um velho gagá. Milá não gostava de estar com o ministro porque ele cheirava a velho, a livros velhos e a ele, ela lembrava-lhe de uma pessoa que ele gostava muito - Isabel a sua mulher. Vestiu-a com as roupas de Isabel apresentou-a a mãe e levou-a para Palmela. Ela estava farta daquelas roupas e fora-se deitar e ele chorou porque pensava que ela nunca mais ia voltar. Como podemos verificar ele já estava muito debilitado.

Nas últimas páginas é o senhor ministro a falar/pensar.
Ele estava na clínica muito debilitado com seu filho a tentar falar com ele, mas ele pensa que não o consegue ouvir nem lhe falar, mas o senhor ministro estava a pensar. Na mulher Isabel na sua saída de casa, ele foi inclusive afastado da política.
Isabel estava indecisa de gostava dele ou não. Ele também estava a pensar que conseguia escapar da clínica para voltar para a sua quinta em Palmela. Ele estava numa espécie de coma, não conseguia comunicar para o exterior mas conseguia pensar. Ele nestas ultimas páginas está na clínica e lembra-se das coisas mais importantes da sua vida e começa a pensar em todas as coisas que podia ter feito, dito, e não o fez. E no fim quanto já está a morrer tudo para dizer que apesar de ter demonstrado vergonha no filho ele gostava muito dele.